# Lê Trung Vinh
Lê Trung Vinh (sinh ngày 27 tháng 1 năm 2003) là một cầu thủ bóng đá người Việt Nam – Hoa Kỳ hiện đang thi đấu ở vị trí tiền vệ cánh trái cho câu lạc bộ Đồng Tháp tại V.League 2.

## Sự nghiệp thi đấu

### Thành phố Hồ Chí Minh
Ngày 1 tháng 3 năm 2023, Lê Trung Vinh ký hợp đồng với câu lạc bộ Thành phố Hồ Chí Minh tại Giải bóng đá Vô địch Quốc gia Việt Nam nhưng chỉ được đăng kí thi đấu ở Cúp Quốc gia.

### Cho mượn tại Bà Rịa - Vũng Tàu
Vào ngày 13 tháng 6 năm 2023, anh gia nhập câu lạc bộ Bà Rịa – Vũng Tàu và thi đấu tại Giải Hạng Nhất Quốc gia do Thành phố Hồ Chí Minh mượn thủ môn Patrik Lê Giang từ câu lạc bộ Công an Hà Nội. Vì mỗi đội bóng tại V.League chỉ được đăng kí duy nhất một cầu thủ Việt kiều chưa có quốc tịch Việt Nam nên Lê Trung Vinh phải tạm chia tay đội bóng và chuyển sang khoác áo Bà Rịa – Vũng Tàu dưới dạng cho mượn.

### Thành phố Hồ Chí Minh
Ngày 12 tháng 10 năm 2023, Lê Trung Vinh chính thức có quốc tịch Việt Nam.